# Tromarey
Tromarey – miejscowość i gmina we Francji, w regionie Burgundia-Franche-Comté, w departamencie Górna Saona.
Według danych na rok 1990 gminę zamieszkiwały 103 osoby, a gęstość zaludnienia wynosiła 17 osób/km² (wśród 1786 gmin Franche-Comté Tromarey plasuje się na 640. miejscu pod względem liczby ludności, natomiast pod względem powierzchni na miejscu 721.).